# John Boyle, 14. Earl of Cork
John William Boyle, 14. Earl of Cork, 14. Earl of Orrery (* 12. Mai 1916; † 14. November 2003), war ein britischer Peer und Politiker.

## Leben
Er war der jüngere von zwei Söhnen des Hon. Reginald Courtenay Boyle (1877–1946) aus dessen Ehe mit Violet Flower (1880–1974). Sein Vater war ein jüngerer Bruder des William Boyle, 12. Earl of Cork.
Er besuchte die Harrow School und schloss sein Studium am King’s College London 1937 als Bachelor of Science ab. Während des Zweiten Weltkriegs diente er als Offizier der Freiwilligenreserve der Royal Navy (Royal Naval Volunteer Reserve) und erreichte dort den Rang eines Lieutenant Commander. Er wurde zweimal mentioned in despatches und 1945 mit dem Distinguished Service Cross ausgezeichnet.
Nach dem Krieg wurde er Member der Institution of Mechanical Engineers (MIMechE) und Fellow der Institution of Civil Engineers (FICE).
Als sein älterer Bruder Patrick Boyle 1967 seinen Onkel als 13. Earl of Cork beerbte, erhielt er durch Royal Warrant of Precedence den protokollarischen Rang eines jüngeren Sohns eines Earls (mit dem Höflichkeitsprädikat „Hon.“).
Beim kinderlosen Tod seines Bruders am 8. August 1995 erbte er dessen irische Adelstitel als 14. Earl of Cork, 14. Earl of Orrery, 15. Viscount Dungarvan, 14. Viscount Boyle, 14. Baron Boyle of Bandon Bridge, 14. Baron Boyle of Youghal, 14. Baron Boyle of Broghill, sowie dessen britischen Adelstitel als 11. Baron Boyle of Marston. Mit dem britischen Titel war damals ein Sitz im britischen House of Lords verbunden, den der Earl innehatte, bis im November 1999 mit Inkrafttreten des House of Lords Act 1999 die Erblichkeit von Parlamentssitzen abgeschafft wurde und er aus dem House of Lords ausschied.
Er lebte mit seiner Familie zuletzt in Nether Craigantaggart bei Dunkeld in Perthshire, Schottland. Er starb 2003 im Alter von 87 Jahren.

## Ehe und Nachkommen
Am 16. Oktober 1943 heiratete er Mary Leslie Gordon-Finlayson (1920–2020), Tochter des Generals Sir Robert Gordon-Finlayson. Mit ihr hatte er drei Söhne, von denen der älteste 2003 seine Adelstitel erbte:
- John Richard Boyle, 15. Earl of Cork (* 1945), ⚭ 1973 Hon. Rebecca Juliet Noble, Tochter des Michael Noble, Baron Glenkinglas;
- Hon. Robert William Boyle (* 1948), ⚭ 1987 Fiona Mary St Aubyn;
- Hon. Charles Reginald Boyle (* 1957), ⚭ 1987 Susan Shields Hoene.